# Numismatique
La numismatique (du latin numisma, « pièce de monnaie »,) a pour objet l'étude des monnaies et médailles.
Considérée comme une science auxiliaire de l'histoire, elle est particulièrement utile dans les recherches en histoire antique (notamment romaine ou grecque). Elle sert aussi en archéologie, en particulier comme critère de datation.
Hormis sa finalité scientifique, la numismatique est une aide précieuse pour les collectionneurs numismates.
La collection de monnaies a en effet été pratiquée depuis l'Antiquité. Pour la majorité des collectionneurs, l'intérêt historique au sens strict est secondaire. Les collections sont entreprises à des fins de thésaurisation ou par intérêts artistique, technique ou culturel, voire au titre de simple loisir, etc. C'est principalement en répondant aux besoins de ce marché d'amateurs — parfois extrêmement spécialisés — que la numismatique a forgé ses principaux concepts.
Dans le cadre de la gestion alternative, investisseurs et grands instituts financiers internationaux se sont aussi intéressés au monde de la numismatique.

## Terminologie
Comme toute discipline technique ou scientifique, la numismatique a développé des concepts et un vocabulaire spécifiques. Pour les questions en rapport avec la terminologie numismatique, le lecteur se rapportera avantageusement à l'article ci-dessus.

## Histoire de la monnaie

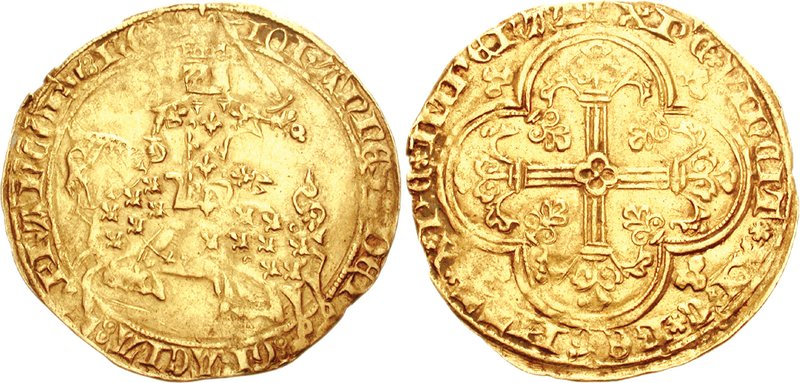
Franc à cheval (1360)

L'origine de la monnaie est très ancienne mais impossible à situer et dater avec précision. On peut penser que, dès l'apparition d'échanges commerciaux réguliers et de la spécialisation des tâches, le troc s'est avéré inefficace et une certaine forme primitive de monnaie a vu le jour. Probablement constituée à l'origine de petits objets précieux naturels (coquillages) ou artisanaux, la monnaie s'est perpétuée sous cette forme dans de nombreuses régions.
Il faut cependant attendre les progrès de la métallurgie, de l'administration et du commerce dans les royaumes anatoliens pour voir apparaître les premières pièces de monnaie métalliques au début du VIIe siècle av. J.-C., en Lydie. La monnaie semble apparaître à la même époque en Chine.
Les avantages de la découverte paraissent décisifs, la frappe des monnaies se diffusant rapidement à partir de ses lieux d'invention et déterminant un usage économique qui se perpétuera jusqu'à nous.

### Évolution de la monnaie
L'évolution de la monnaie est déterminée d'abord par les bouleversements politiques qui ont eu cours depuis son apparition, mais également par l'évolution économique (par exemple, l'inflation) et par un certain nombre de facteurs techniques internes, qu'il est difficile de dissocier, en particulier :
- le choix de l'étalon monétaire : monométallisme (souvent étalon-or ou argent), le bimétallisme (or et argent ou argent et bronze) et parfois le trimétallisme (or, argent et bronze) durant l'Empire romain.
- le système de compte : système duodécimal prédominant depuis l'Antiquité (système livre, Sol et Denier), le système décimal aujourd'hui[N 4].
- le développement du commerce international, remplacement progressif de la monnaie métallique par la monnaie fiduciaire et scripturale.
- l'apparition de la monnaie-papier, des billets de banque, des effets de commerce, etc.
- la protection contre la contrefaçon et circulation de la fausse monnaie[N 5] et les faux-monnayeurs.
- la virtualisation de la finance avec la systématisation du recours à des transactions informatisées.
- l'unification de certaines monnaies (Union monétaire latine au XIXe siècle et plus récemment l'Euro) et la disparition de monnaies nationales modernes, ce qui ouvre un nouveau champ d'intérêt pour les collectionneurs (franc français, franc belge, lire italienne, deutsche Mark, etc.).
- l'utilisation monétaire de nouveaux métaux (platine, niobium)[N 6].
- etc.

### La monnaie: un enjeu politique
La monnaie est un enjeu national qui fait l’objet d’un pouvoir particulier des États, celui de frapper la monnaie. Ainsi la France frappe sa monnaie depuis 1973 en Gironde dans l’usine de Pessac. Cependant certains pays peuvent déléguer leur droit de frapper monnaie à d’autres pays, ainsi dans l’usine de Pessac, la Monnaie de Paris frappe la monnaie pour la principauté monégasque.
Au-delà de cette autonomie, l’espace européen offre une situation unique où 19 pays partagent la même monnaie : l’euro. Cet espace, nommé zone euro, résulte d’une construction progressive : lors de sa fondation en 1999, il comptait 11 pays (Allemagne, Autriche, Espagne, Belgique, Finlande, France, Irlande, Italie, Luxembourg, Pays-Bas, Portugal). Des agrandissements successifs ont lieu en 2001 (Grèce), 2007 (Slovénie), 2008 (Chypre, Malte), 2009 (Slovaquie), 2011 (Estonie), 2014 (Lettonie) et 2015 (Lituanie).
Même dans le cadre d'un espace monétaire commun, les monnaies conservent des caractéristiques iconographiques nationales. Chaque pays est libre de choisir ce qui figure sur sa monnaie. Les pays peuvent représenter des monuments, des rois, des symboles importants dans leur culture et pour leur population. Ainsi des pièces de deux euros qui sont frappées en France et où figure un arbre ou celles frappées en Espagne avec comme figuré le portrait du roi ont exactement la même valeur où que ce soit dans la zone euro.
Cependant, il arrive parfois que ce revers où figure ce que le pays a choisi pose un problème diplomatique. Ainsi en 2015 l’État belge souhaite frapper une pièce de deux euros à l’effigie de la bataille de Waterloo pour commémorer la victoire du pays face aux troupes de l’empereur français Napoléon Ier. Les représentants français s’opposent à cette nouvelle pièce car selon eux cela heurte la sensibilité de la population française. La Belgique a donc fait machine arrière bien que 180 000 pièces aient déjà été frappées. La pièce à la mémoire de Waterloo existe bel et bien, mais pour une valeur de 2,50 ,€ ce qui la classe parmi les pièces de collections et non dans la monnaie réelle. Cela évite donc à la pièce de la discorde de se retrouver dans des mains non consentantes.

## Histoire de la numismatique

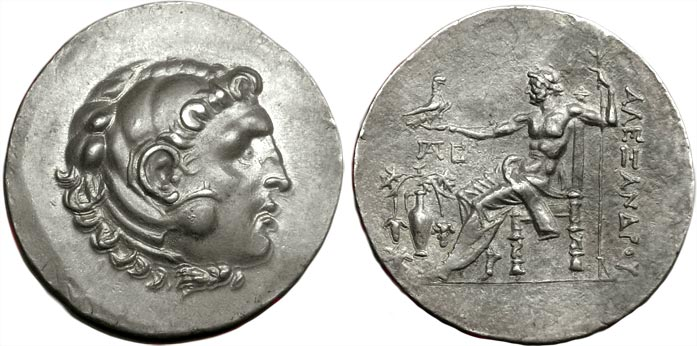
Alexandre le grand

Le premier texte consacré à la monnaie envisagée selon une perspective numismatique est le De Asse et partibus ejus, consacré aux monnaies romaines, et au Libellus de moneta graeca de l'humaniste français Guillaume Budé qui parurent en 1514 à Paris, puis réédités et augmentés en 1541. Le De Asse connut un succès tel qu'il fut traduit en français à la demande du roi François Ier sous le titre Summaire ou Epitome du livre de Asse, puis en italien. D'autres auteurs du XVIe siècle publièrent des catalogues de monnaies antiques, mais par amateurisme mélangèrent les descriptions d'exemplaires authentiques aux imitations, aux faux et aux inventions. Ce n'est qu'après le milieu du XVIIe siècle que les progrès de la connaissance de l'Antiquité romaine apportent la rigueur à l'étude numismatique.
Le premier périodique consacré aux pièces de monnaie voit le jour en Allemagne avec les Blätter für Munzkunde qui parut à Hanovre de 1834 à 1844. En France, la Revue numismatique est fondée en 1835 par Louis de la Saussaye et Étienne Cartier. Au Royaume-Uni, John Young Ackerman fonde en 1836 le trimestriel The Numismatic Chronicle qui perdurera jusqu'à nos jours comme journal de la « Royal Numismatic Society ». Aux États-Unis, l'American Numismatic Association (ANA), sans doute la plus importante société numismatique du monde avec 33 000 membres en 2008, fut fondée à Chicago en octobre 1891. L'un des fondateurs de l'ANA, George F. Heath avait dès 1888 publié un périodique The Numismatist, qui est toujours le journal de l'association.
Les premières études se focalisaient presque exclusivement sur les monnaies antiques (grecques et surtout romaines), avant de s'étendre aux monnaies féodales (occidentales et en usage dans le monde islamique). Ce n'est que vers la fin du XIXe siècle que l'intérêt s'élargit à toutes les monnaies et toutes les époques. La première étude consacrée au dollar américain ne parut qu'en 1899. Quelques scientifiques, comme le Français Gustave Ponton d'Amécourt ou le Polonais Joachim Lelewel, modifièrent durablement le point de vue.
En France, Jean-Baptiste Colbert de Beaulieu (né le 26 décembre 1905 à Paris, mort le 26 janvier 1995 à Créteil), directeur de recherche au CNRS, savant et numismate, fut un grand spécialiste de l'étude des monnaies gauloises dont il a révolutionné l'étude en établissant des séries de coins (méthode de la charactéroscopie).

### Collections et collectionneurs célèbres
Depuis l'époque de la Renaissance, il était de bon ton pour celui qui en avait les moyens de disposer d'un cabinet des monnaies. Joseph de Bimard estime que vers 1560 existent environ 200 cabinets de médaille en France, autant aux Pays-Bas, plus de 380 en Italie et 175 en Allemagne. Parmi ces amateurs, on peut citer Pétrarque, les Médicis, le pape Paul III, la reine Christine de Suède, Charles VI du Saint-Empire ou Bartolomeo Borghesi. Le roi d'Angleterre, George III, mérite une place particulière, puisque sa passion était partagée par son chirurgien, William Hunter dont les collections formèrent les bases du fonds numismatique du musée de Glasgow. Celles de son frère, John Hunter et celles de Hans Sloane formèrent quant à elles le fonds numismatique de base du British Museum.
Plus récemment, les rois Carol Ier de Roumanie, Victor-Emmanuel III d'Italie, Farouk d'Égypte, ou le prince Rainier III de Monaco étaient connus également pour leurs collections numismatiques.
Les collections prestigieuses des monarques ont souvent été à l'origine des fonds patrimoniaux des grands musées spécialisés en numismatique tels le Cabinet des médailles de la bibliothèque nationale de France (500 000 objets), le musée numismatique d'Athènes (600 000 objets), le Cabinet des monnaies et médailles du musée de Dresde (300 000 objets), le cabinet des monnaies du musée d'histoire de l'art de Vienne (700 000 objets), le département des monnaies et médailles du British Museum (1 000 000 d'objets) ou le département numismatique du Musée de l'Ermitage (1 125 000 objets).

### Guides et catalogues
Aujourd'hui, la numismatique est un loisir relativement populaire, ce qui a provoqué l'apparition de nombreux intermédiaires sur le marché, qui proposent non seulement l'acquisition de pièces, mais aussi divers services comme l'évaluation des pièces, des ventes aux enchères, etc. De même de nombreux guides et catalogue numismatiques ont vu le jour. Parmi les plus connus, pour les États-Unis, The Official Red Book, dont la naissance remonte à 1947 et qui en est à sa 62e édition, pour le Royaume-Uni, Coins of England & The United Kingdom publié par la célèbre firme Spink (43e édition), etc.
L'instauration de l'euro a vu l'éclosion de nouvelles publications systématiques en France, Allemagne, etc.

### Marché de la commémoration
L'augmentation du nombre de collectionneurs et le développement du marché n'ont pas échappé non plus aux instituts monétaires nationaux (Monnaie de Paris, United States Mint, Royal Mint, Swissmint, Monnaie royale canadienne, etc.). Ces instituts émettent ainsi chaque année un nombre plus ou moins important de pièces destinées aux collectionneurs : pièces de circulation soignée, ou en impression spéciale (BU et BE), monnaies commémoratives dans différents métaux, voire médailles, tokens ou produits dérivés (petites cuillères ou albums, par exemple). Le développement d'Internet a facilité le développement de ces activités commerciales, souvent fort lucratives.
Toutefois, cette surabondance de biens, résultat d'une offre bien décidée à s'adapter à une demande croissante, a conduit à un clivage dans le monde des numismates : de nombreux collectionneurs refusent par exemple de collectionner toute production qui n'aurait pas fait partie de la monnaie de circulation standard et, malgré le fait que la plupart d'entre elles aient cours légal, assimilent les pièces de monnaie commémoratives à de simples médailles.
Il n'en demeure pas moins que les pièces commémoratives sont souvent émises en quantité plus faible et mieux contrôlée, dans des métaux plus précieux (souvent en or ou en argent, voire en platine) et avec une qualité de frappe et de traitement et d'emballage bien supérieurs. Leur attrait est donc bien réel pour de nombreux collectionneurs et investisseurs. Il est aussi à noter la surabondance de l'offre, la plupart des pays produisant des monnaies commémoratives, ainsi que leur relative abondance car ces monnaies ne disparaissent pas, elles sont par définition conservées et ne deviennent pas des raretés et ne prenant pas ou peu de valeur avec le temps.

## Types de collections
Les numismates peuvent choisir d'organiser leurs collections suivant des critères arbitraires et très variés. Par exemple :
- par alliage (or, argent, bronze, platine) ;
- par monnaie (actuelle ou ancienne) ;
- par valeur faciale ;
- par pays ou zone géographique ;
- par époque (un régime politique, un monarque, une période historique, une année calendaire, un événement, etc.) ;
- par atelier de frappe ou différent ;
- par nature (jetons, monnaie de nécessité, médailles, monnaie commémorative, fausse monnaie, erreurs de frappe, etc) ;
- par thème (monnaies représentant des bateaux, des animaux, etc.) ;
- etc.[N 11].

Souvent, le numismate s'intéresse aussi aux billets de banque, objet de la billetophilie.

## Évaluation des pièces de monnaie de collection
Les collections s'échangeant sur un marché secondaire parfois peu liquide et souvent volatil, les prix des pièces collectionnées subissent des variations importantes en fonction de cours des métaux précieux, de la rareté, de l'aspect, ou simplement des fluctuations de la demande. Parmi les critères objectifs qui constituent le prix, l'état de conservation numismatique (sauf pour les pièces uniques ou très anciennes) joue un rôle absolument déterminant. Les associations numismatiques ont adopté différentes échelles de graduation plus ou moins détaillées selon les monnaies. Toute une littérature technique (en particulier en anglais) a vu le jour pour détailler les aspects à prendre en compte pour évaluer correctement une certaine monnaie.
Aux États-Unis toujours, probablement le marché numismatique le plus actif, le coin grading semble être devenu un sport national. Les pièces de monnaie des États-Unis sont cotées sur une échelle (fondée sur l'échelle de Sheldon) qui ne compte pas moins de 70 niveaux et deux échelles distinctes selon qu'il s'agisse de monnaie de circulation ou de pièces pour collectionneurs. La sévérité de la notation et la complexité de l'évaluation ont conduit à des controverses et l'apparition de sociétés de grading qui fournissent les acheteurs en pièces de monnaie au grade certifié. En Europe, on se limite plus classiquement de 5 à 8 niveaux, mais des tendances existent (en particulier au Royaume-Uni) pour développer une échelle à 100 niveaux.